# Kokorycz pełna

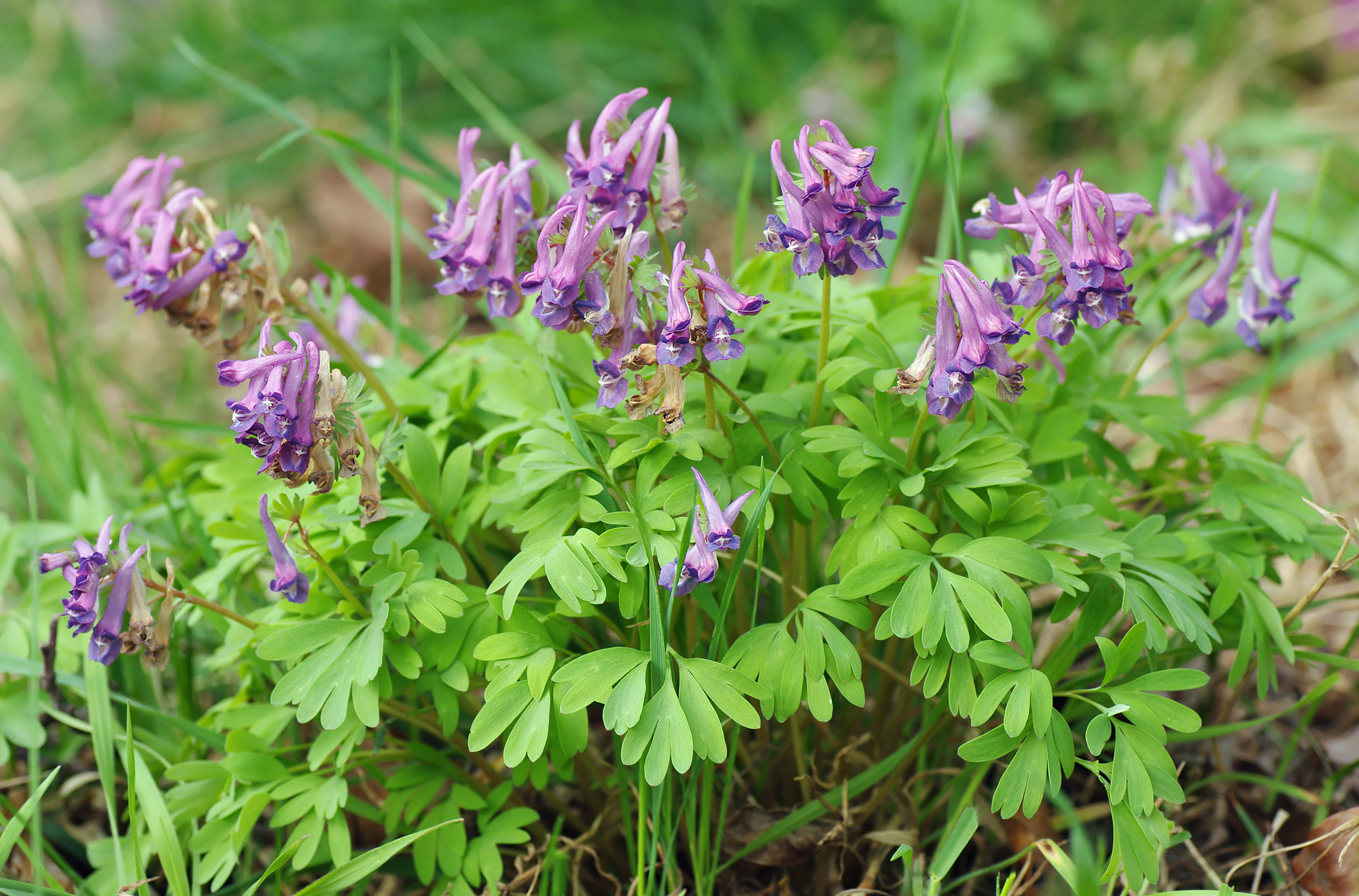
Pokrój w czasie kwitnienia

Kokorycz pełna (Corydalis solida) – gatunek roślin z rodziny makowatych z podrodziny dymnicowych. Występuje w stanie dzikim na większości obszaru Europy, w Algierii i zachodniej Azji sięgając na wschodzie do zachodniej Syberii i Kazachstanu. W Polsce częsta, na wschodzie zarówno na niżu, jak i w niższych położeniach górskich, na zachodzie rzadko, na północnym zachodzie tylko jako roślina uprawiana i dziczejąca.

## Morfologia
ŁodygaDelikatna, nieowłosiona, o wysokości do 20 cm, dołem pokryta łuskowatymi liśćmi.
BulwaRoślina posiada niedużą, kulistą, pełną bulwę. Korzystając z nagromadzonych w niej w poprzednim roku substancji zapasowych rozwija kwiaty bardzo wczesną wiosną, jeszcze przed rozwinięciem liści przez drzewa.
LiścieU dołu przeważnie z jednym listkiem i dwoma podwójnie trójdzielnymi liśćmi. Przysadki o innym kształcie niż liście – palczastowrębne lub palczastosieczne, a czasami niepodzielone.
KwiatyCiemnoczerwone, rzadziej białe lub fioletowe do 2,5 cm długości, z długą, prawie prostą ostrogą. Kwiaty o długości 15–25 mm tworzą szczytowe, dość luźne grono. Wyrastają na szypułkach nieco tylko krótszych od przysadek. Dwie działki kielicha odpadają bardzo wcześnie, tak, że kielicha przeważnie brak. Korona składa się z 4 płatków, które zrośnięte są nasadami. Górny płatek tworzy ostrogę, w której wytwarzany jest nektar. Dwa środkowe płatki tworzą hełm, którego zadaniem jest ochrona wewnętrznych części kwiatu.
OwocPękająca dwoma podłużnymi szwami torebka, wyrastająca na trzonku o długości 10–14 mm. Czarnej barwy nasiona o średnicy ok. 2 mm zawierają elajosom.
Gatunki podobneKokorycz pusta. Najłatwiej rozróżnić po przysadkach (kokorycz pusta ma niepodzielone) lub bulwach (ma puste). Podzielone przysadki ma także kokorycz drobna, ale kwiaty osadzone ma na krótkich szypułkach osiągających do ok. 2 mm długości, w czasie owocowania wydłużających się co najwyżej do 5 mm. Gatunek ten różni się także kwiatostanami składającymi się z mniej licznych kwiatów (do 6, rzadko do 9) oraz ostrogą prostą, a nie zakrzywioną.

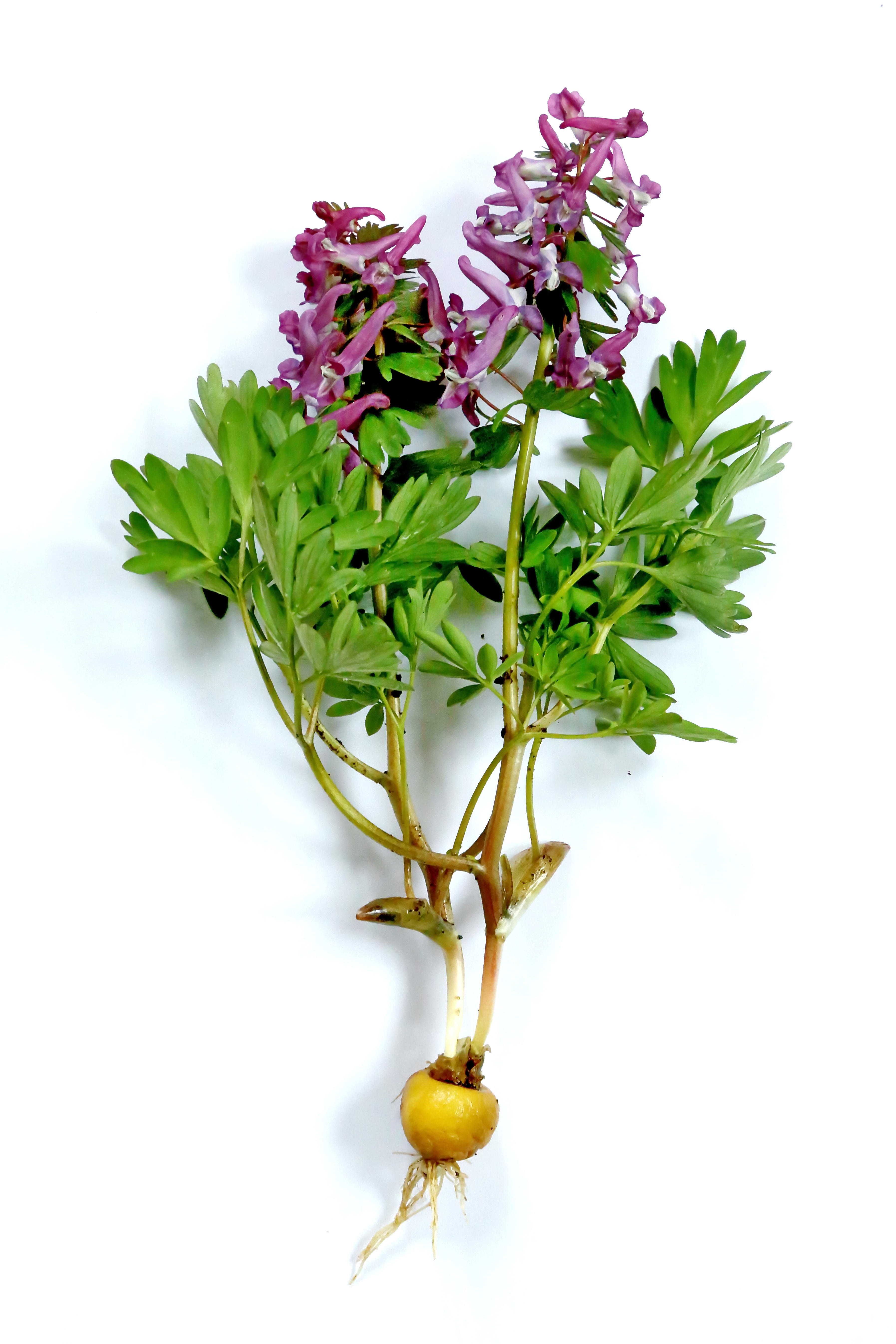
Pokrój
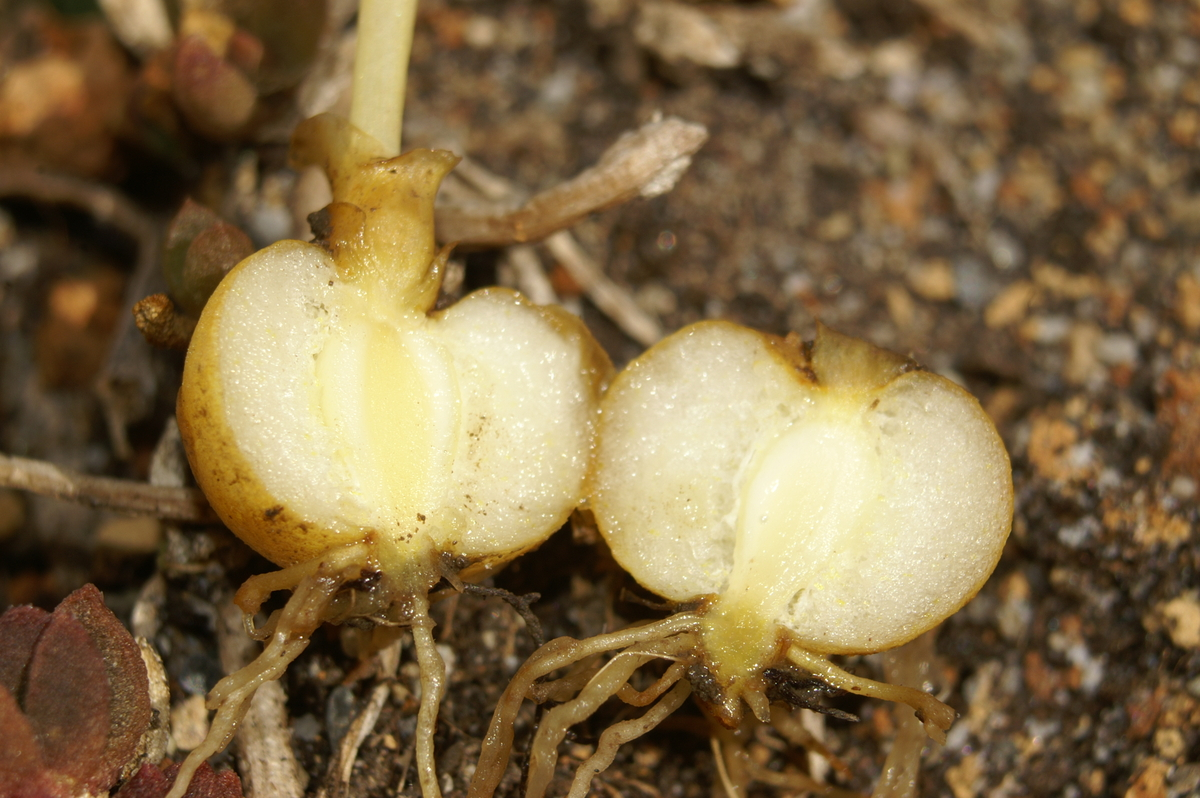
Przecięta bulwa
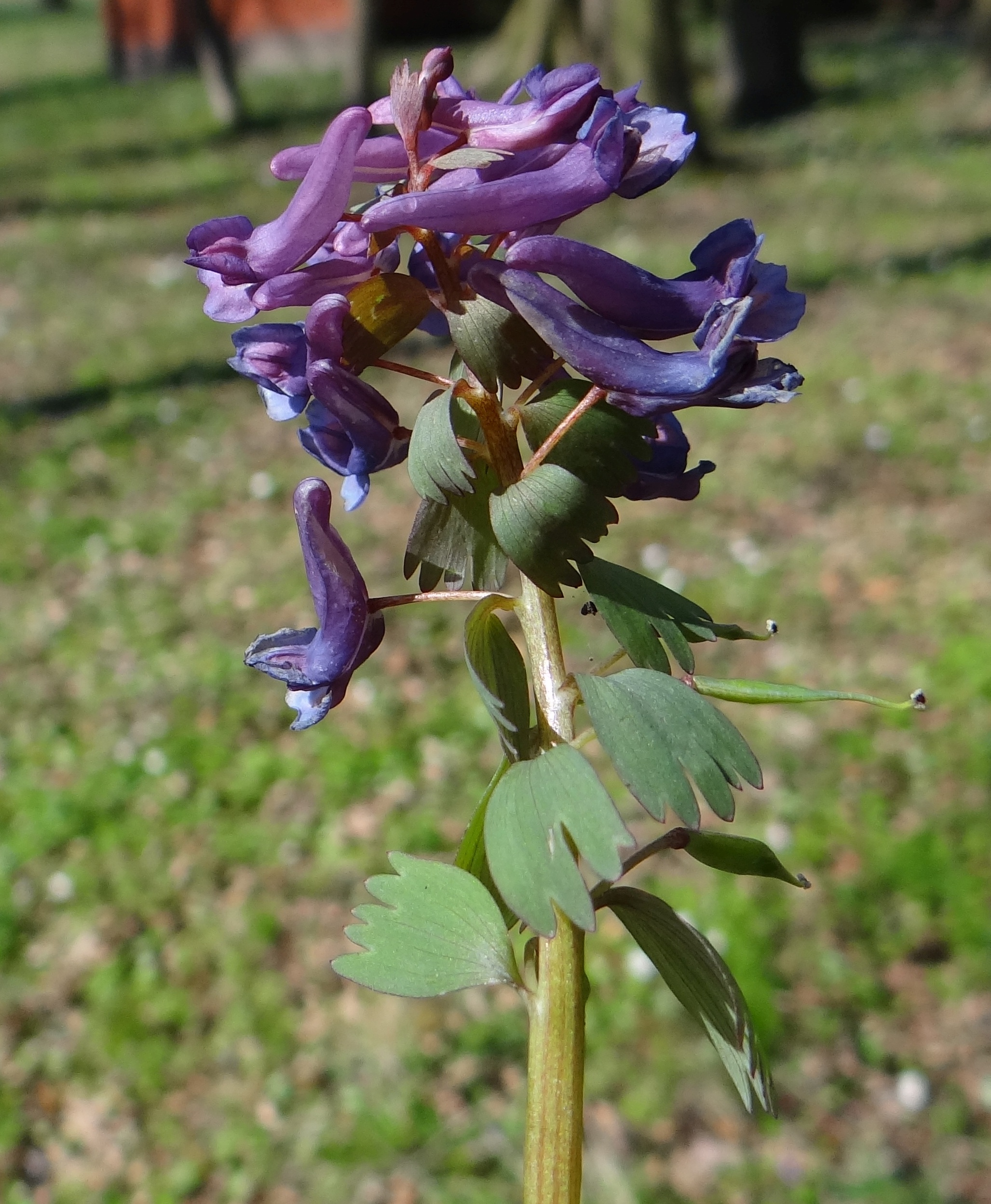
Kwiatostan kokoryczy pełnej
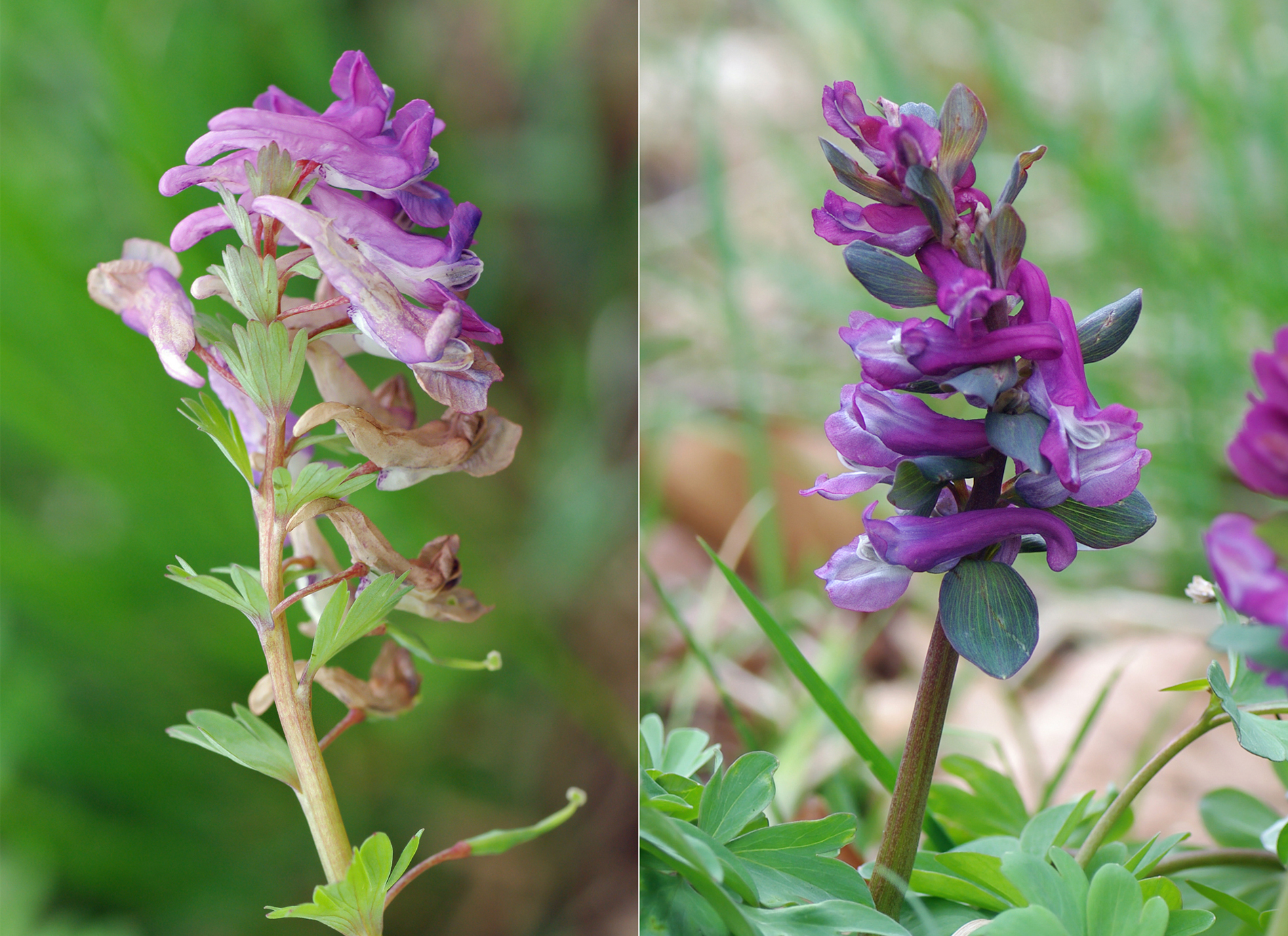
Kwiatostany kokoryczy pełnej (po lewej) i pustej (po prawej)
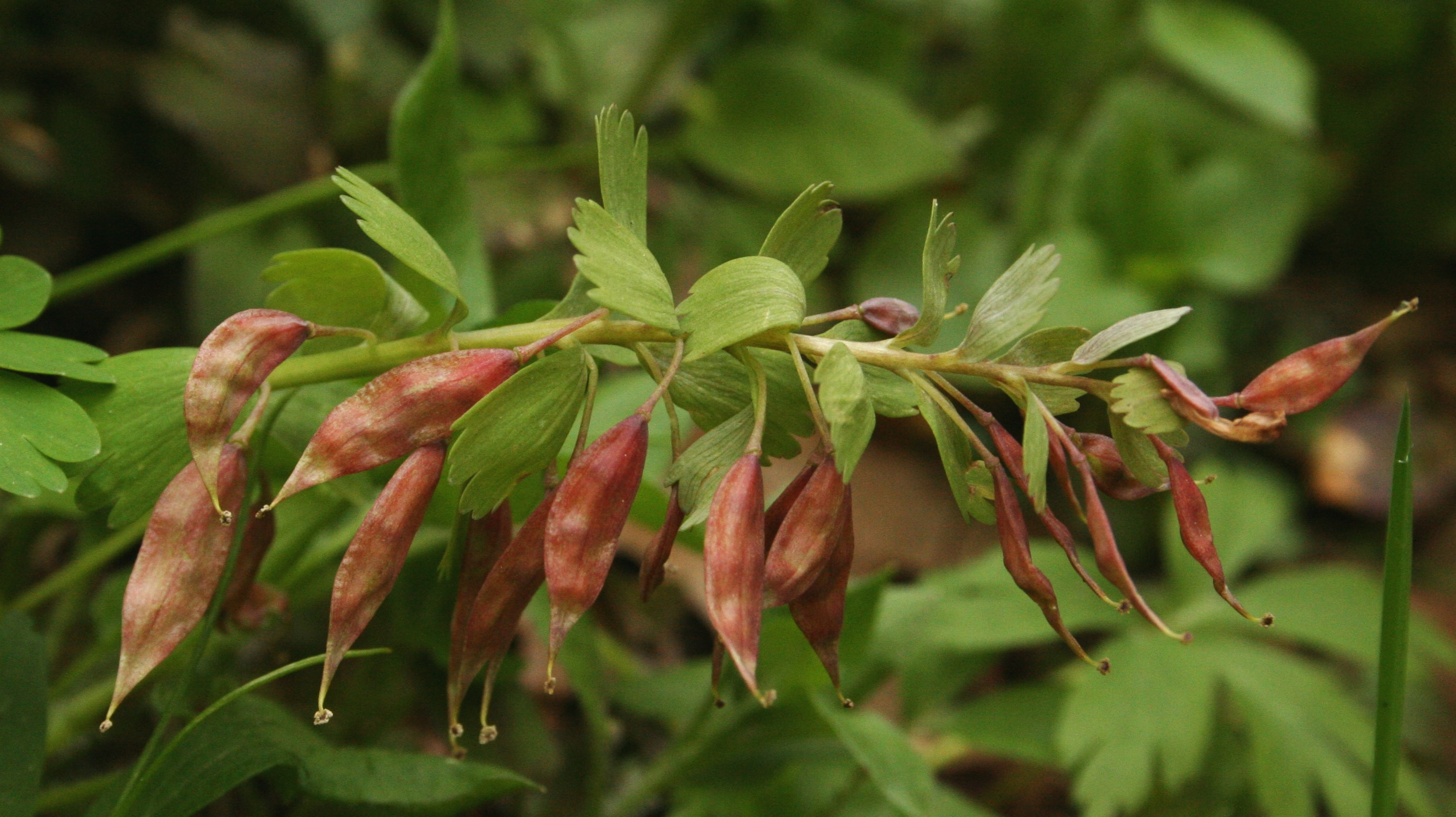
Owoce

## Biologia i ekologia
Bylina, geofit. Kwitnie od marca do maja. Roślina posiada podwójne zabezpieczenie przed samozapyleniem; kwiaty są przedprątne, a ponadto jest wybitnie samopłonna – własny pyłek nie kiełkuje na tej samej roślinie. Zapylenia dokonują owady. Trzmiele często przegryzają ostrogę, by dostać się do nektaru omijając wąską gardziel kwiatu. Nasiona rozsiewane są przez mrówki. 
Rośnie w lasach liściastych i zaroślach. Preferuje gleby gliniaste ubogie w wapń. W górach występuje po regiel dolny. 
W klasyfikacji zbiorowisk roślinnych gatunek charakterystyczny dla O. Fagetalia.

## Zmienność
Tworzy mieszańce z kokoryczą wątłą.